# Cryptococcus skinneri
Cryptococcus skinneri är en svampart som beskrevs av Phaff & Carmo Souza 1962. Cryptococcus skinneri ingår i släktet Cryptococcus och familjen Tremellaceae.   Inga underarter finns listade i Catalogue of Life.